# 蓑藓
蓑藓（学名：Macromitrium consanguineum）为木灵藓科蓑藓属下的一个种。

## 扩展阅读
- 維基物種上的相關：蓑藓